# Jaume Cruells i Sallarès
Jaume Cruells i Sallarès (Sabadell, 1863 - Barcelona, 1920) fou un advocat i polític català, diputat a Corts per Sabadell durant la Restauració borbònica.

## Biografia
Fou un dels membres més destacats del Centre Nacionalista Republicà a Sabadell i col·laborà en la Diputació de Barcelona amb Enric Prat de la Riba, per iniciativa del qual en fou elegit vicepresident el 1907. Fou un dels primers a emprar el català com a llengua a les sessions de la Diputació
Fou un dels republicans impulsors de la Solidaritat Catalana, amb la que fou elegit diputat per Sabadell a les eleccions generals espanyoles de 1907 en substitució de Francesc Pi i Arsuaga. Fou novament elegit diputat a les eleccions generals espanyoles de 1910 en substitució de Josep Griera i Dulcet.